# Campionat d'Europa d'escacs individual de 2011
El Campionat d'Europa d'escacs individual de 2011 fou un torneig d'escacs disputat pel sistema suís a 11 rondes, entre els dies 21 de març i el 3 d'abril de 2011 a Aix-les-Bains (França). El torneig fou organitzat per la ciutat d'Aix-les-Bains sota els auspicis de la European Chess Union.
El 12è Campionat d'Europa fou obert sense límit a tots els jugadors que representessin a una federació europea. Fou vàlid per a l'obtenció de norma de Gran Mestre i Mestre Internacional. Els millors 23 jugadors es classificaren per la Copa del Món de 2011 a Khanti-Mansisk.
Hi varen prendre part 393 jugadors de 41 països diferents, dels quals 167 eren Grans Mestres i 63 Mestre Internacionals. Es repartiren 113.700 euros en premis més 6.300 euros en premis especials. El Gran Mestre rus Vladímir Potkin va guanyar la medalla d'or en el desempat amb 8½ punts i una performance de 2822.

## Classificació final
1. GM Vladímir Potkin ( Rússia), 2653 - 8½ punts
2. GM Radosław Wojtaszek ( Polònia), 2711 - 8½ punts
3. GM Judit Polgár ( Hongria), 2686 - 8½ punts
4. GM Oleksandr Moissèienko ( Ucraïna), 2673 - 8½ punts
5. GM Francisco Vallejo Pons ( Espanya), 2707 - 8 punts
6. GM Markus Ragger ( Àustria), 2614 - 8 punts
7. GM Sébastien Feller ( França), 2657 - 8 punts
8. GM Piotr Svídler ( Rússia), 2730 - 8 punts
9. GM Rauf Məmmədov ( Azerbaidjan), 2667 - 8 punts
10. GM Nikita Vitiúgov ( Rússia), 2720 - 8 punts
11. GM Sergei Zhigalko ( Belarús), 2680 - 8 punts
12. GM Dmitri Iakovenko ( Rússia), 2718 - 8 punts
13. GM Anton Kórobov ( Ucraïna), 2647 - 8 punts
14. GM Ernesto Inàrkiev ( Rússia), 2674 - 8 punts
15. GM Evgeny Postny ( Israel), 2585 - 8 punts

Fins a 393 classificats.